# Мейер, Кэмерон
Кэмерон Мейер (англ. Cameron Meyer; род. 11 января 1988) — австралийский профессиональный велогонщик, выступающий c 2016 года за команду Qhubeka Assos. Восьмикратный чемпион мира по велотреку. Двукратный чемпион Австралии в индивидуальной гонке на время с раздельным стартом. Победитель Тур Даун Андер 2011 года.

## Достижения

### Трек
2005
Чемпионат Австралии среди юниоров
1-й  мэдисон
2006
Чемпионат мира среди юниоров
1-й  индивидуальная гонка преследования
1-й  мэдисон
1-й  командная гонка преследования
Чемпионат Австралии среди юниоров
1-й  индивидуальная гонка преследования
1-й  гонка по очкам
1-й  командная гонка преследования
1-й  мэдисон
2008
1-й Los Angeles, гонка по очкам
2009
Чемпионат мира
1-й  гонка по очкам
2-й  мэдисон
2-й  командная гонка преследования
2010
Чемпионат мира
1-й  гонка по очкам
1-й  командная гонка преследования
1-й  мэдисон
Игры Содружества
1-й  командная гонка преследования
1-й  гонка по очкам
1-й  скрэтч
2011
Чемпионат мира
1-й  мэдисон
2-й  гонка по очкам
Чемпионат Океании
1-й  мэдисон
1-й  командная гонка преследования
Чемпионат Австралии
1-й   мэдисон
World Cup
1-й  мэдисон
1-й  командная гонка преследования
2012
1-й  Чемпионат мира
гонка по очкам
2016
Кубок мира по трековому велоспорту 2016–2017, Глазго
2-й  мэдисон (вместе с Каллум Скотсоном)
3-й Six Days of London (вместе с Каллум Скотсоном)
Чемпионат Австралии
1-й  мэдисон (вместе с Sam Welsford)
2017
Чемпионат мира
1-й  гонка по очкам
1-й  командная гонка преследования
2-й  мэдисон (вместе с Каллум Скотсоном)
Чемпионат Австралии
1-й  гонка по очкам
1-й  командная гонка преследования
2-й индивидуальная гонка преследования
1-й Шесть дней Лондона (вместе с Каллум Скотсоном)
2018
Чемпионат мира
1-й  гонка по очкам
3-й мэдисон (вместе с Каллум Скотсоном)

### Шоссе
2007
1-й  в генеральной классификации Tour of Tasmania
1-й на Этапах 2 и 5
1-й на Этапе 3 Tour of Gippsland
2008
1-й  в генеральной классификации Тур Японии
3-й  Чемпионат мира U-23, индивидуальная гонка
2010
1-й  Чемпион Австралии в индивидуальной гонке
3-й в генеральной классификации Тур Омана
2011
1-й  Чемпион Австралии в индивидуальной гонке
1-й  в генеральной классификации Тур Даун Андер
1-й  в молодёжной классификации
1-й на Этапе 4
1-й  в генеральной классификации Tour de Perth
2012
2-й Чемпионат Австралии, индивидуальная гонка
3-й  Чемпионат мира, командная гонке
10-й в генеральной классификации Тиррено — Адриатико
1-й на Этапе 1 (TTT)
2013
1-й  Чемпион Океании в групповой гонке
1-й  Чемпион Австралии в критериуме
1st  в горной классификации Circuit de la Sarthe
1-й на Этапе 4 (TTT) Тур де Франс
5-й в генеральной классификации Тур Калифорнии
5-й в генеральной классификации Тур Турции
10-й в генеральной классификации Тур Швейцарии
1-й на Этапе 1 (ITT)
2014
1-й на Этапе 2 Тур Швейцарии
1-й на Этапе 1 (TTT) Джиро д’Италия
4-й Чемпионат Австралии, групповая гонка
9-й в генеральной классификации Herald Sun Tour
2015
Herald Sun Tour
1-й  в генеральной классификации
1-й  в спринтерской классификации
1-й на Этапе 1
Вуэльта Испании
 самый агрессивный гонщик 1-го этапа
2016
2-й Чемпионат Австралии, групповая гонка
2017
1-й Dwars door de Vlaamse Ardennen
3-й Кэдел Эванс Грейт Оушен Роуд
4-й в генеральной классификации Herald Sun Tour
1-й Rijsenhout Critérium
2018
2-й в генеральной классификации Herald Sun Tour

## Статистика выступлений на Гранд Турах
- Тур де Франс
  - Участие:1
    - 2013: 130; Победа на этапе 4 (ТТТ)

- Джиро д'Италия
  - Участие:4
    - 2009: сход перед 14 этапом
    - 2010: 137
    - 2011: 137
    - 2014: сход перед 8 этапом, победа на этапе 1 (ТТТ)

- Вуэльта Испании
  - Участие:3
    - 2012: сход перед 16-м этапом
    - 2014: сход перед 18-м этапом
    - 2015: сход перед 18-м этапом